# El caballero de las espuelas de oro
El caballero de las espuelas de oro es una obra de teatro de Alejandro Casona, estrenada en 1964.

## Argumento
La obra se centra en la vida del escritor español Francisco de Quevedo, de la que refleja dos momentos esenciales: En primer lugar, el esplendor de su madurez, con su ambición y su ingenio intactos, así como sus famosos enfrentamientos con Luis de Góngora. Y en segundo lugar, el ocaso de la vejez, ya cercano a la muerte, tras su salida de prisión.

## Representaciones destacadas
- Teatro, Puertollano, 8 de julio de 1964. Estreno.

- Teatro Bellas Artes, Madrid, 1 de octubre de 1964.
  - Escenografía: Emilio Burgos.
  - Dirección: José Tamayo
  - Intérpretes: José María Rodero, Asunción Sancho, María José Goyanes, Esperanza Grases, Javier Loyola, Antonio Medina, José Bruguera, Rafael Calvo.

- Televisión (Estudio 1, 14 de mayo de 1968)
  - Dirección: Gustavo Pérez Puig
  - Intérpretes: José María Rodero, Asunción Sancho, Ana Mariscal, Jesús Puente, Francisco Morán, Tina Sáinz.

- Teatro Español, Madrid, 1994.
  - Dirección: Gustavo Pérez Puig
  - Intérpretes: Manuel Galiana, Pilar Velázquez, Isabel Serrano, Arturo López, Félix Navarro, Juan Carlos Naya, Fernando Conde, Mary Begoña, Encarna Abad.